# Mývatn Lacus
Der Mývatn Lacus ist ein See aus Methan auf dem Saturnmond Titan. Er ist nach dem isländischen See Mývatn benannt. Sein mittlerer Durchmesser beträgt 55 km; er liegt in den Koordinaten 78,19 N / 135,28 W.